# Serge Parsani
Serge Parsani (Gorcy, França, 28 d'agost de 1952) és un ciclista italià, que fou professional entre 1974 i 1983. En el seu palmarès destaca una victòria d'etapa al Tour de França de 1979 i una altra al Giro d'Itàlia de 1981. Un cop retirat, s'ha dedicat a la direcció de diferents equips, entre d'altre del Team Katusha i el Yellow Fluo.

## Palmarès
- 1972
  - 1r al Giro de les dues Províncies
- 1973
  - 1r al Trofeu Piva
  - 1r a la Coppa Cicogna
  - 1r al Giro de les dues Províncies
- 1975
  - 1r al Giro delle Marche
- 1979
  - Vencedor d'etapa al Tour de França
- 1980
  - 1r a la Sàsser-Càller
- 1981
  - Vencedor d'etapa al Giro d'Itàlia

### Resultats al Giro d'Itàlia
- 1974. Fora de control (14a etapa)
- 1976. Abandona (19a etapa)
- 1977. 68è de la classificació general
- 1978. 73è de la classificació general
- 1979. 53è de la classificació general
- 1980. 26è de la classificació general
- 1981. 31è de la classificació general. Vencedor d'una etapa
- 1982. 49è de la classificació general
- 1983. 107è de la classificació general

### Resultats al Tour de França
- 1975. 76è de la classificació general
- 1977. Abandona (17a etapa)
- 1979. 66è de la classificació general. Vencedor d'una etapa